# Antonio Capece Minutolo Canosa
Antonio Capece Minutolo, furste av Canosa, född 5 mars 1763 och död 4 mars 1838, var en neapolitansk ämbetsman.
Fursten av Canosa arbetade efter kungens flykt 1799 för inrättandet av en aristokratisk republik i Neapel, och dömdes därför till fängelsestraff, först under den Parthenopeiska republikens tid, sedan under Ferdinand IV. Från 1805 stod han på kungens sida och organiserade röveriet på Sicilien mot Josef Bonaparte och Joachim Murat. Han blev 1816 polisminister, men underhöll kontakter med Calderari-banden och avskedades. Allmänt hatat spelade flera gånger en viktig roll som medhjälpare åt olika italienska furstar vid deras försök att slå ned demokratiska och nationella rörelser.